# 고수정
고수정(1995년 4월 24일 ~ 2020년 2월 7일)은 대한민국의 배우이다.

## 학력
- 서경대학교 뮤지컬과

## 드라마
- 2016년 : tvN 《쓸쓸하고 찬란하神 - 도깨비》- 귀신 역
- 2016년 : JTBC 《솔로몬의 위증》

## 영화
- 2020년 : 서치아웃

## 뮤직
- 2017년 : 방탄소년단 <위드 서울>

## 죽음
고수정의 사망 원인은 지속적으로 고통을 겪고 있는 뇌종양으로 인해 일찍이 요절하였다. 사망 당시 장례식은 고인의 유족 속의 조용하고 차분하게 치러진 것으로 드러나고 있다.